# Pelomyiella
 (décembre 2022).
Genre
Pelomyiella est un genre d'insectes diptères brachycères de la famille des Canacidae.

## Systématique
Le genre Pelomyiella a été créé en 1934 par l'entomologiste autrichien Friedrich Georg Hendel (1874-1936) avec comme espèce type Pelomyiella hungarica.

## Liste d'espèces
Selon BioLib (4 novembre 2022) :
- Pelomyiella cinerella (Haliday, 1837)
- Pelomyiella hungarica (Czerny, 1928)
- Pelomyiella mallochi (Sturtevant, 1923)
- Pelomyiella maritima (Melander, 1913)
- Pelomyiella melanderi (Sturtevant, 1923)
- Pelomyiella opacula (Zetterstedt, 1860)

## Publication originale
- (de) Friedrich Hendel, « Revision der Tethiniden (Dipt. Muscid. acal.) », Tijdschrift voor Entomologie, La Haye, Leyde et Amsterdam, vol. 77,‎ 1934, p. 37-54 (ISSN 0040-7496 et 2211-9434, OCLC 1132820, lire en ligne).